# Obafemi Martins
Obafemi Akinwunmi Martins (Lagos, 28 ottobre 1984) è un ex calciatore nigeriano, di ruolo attaccante.

## Biografia
Nell'estate 2008 rimase orfano della madre, Aljaha Monsurat Martins, deceduta per infarto dopo un incendio a Lagos. Nel 2005, invece, divenne padre di Kevin, successivamente tesserato dalle giovanili del Milan, dell'Inter, e poi del Monza.
Da sempre sensibile al tema del razzismo, una sua lettera sull'argomento venne pubblicata dal Corriere della Sera. Ha inoltre fondato un'associazione benefica col suo nome. Durante la sua militanza all'Inter, la Federazione nigeriana accusò la società nerazzurra di aver falsificato l'età anagrafica del giocatore che, stando agli archivi, sarebbe nato nel 1978 anziché nel 1984: l'ente africano ammise in seguito l'errore, porgendo le proprie scuse.
Compare in un episodio della sit-com Camera Café, interpretando il ruolo di Babbo Natale. In un'altra puntata è presente la sua figurina Panini, relativa all'album della stagione 2005-06.
Nel giugno 2007, mentre si trovava in vacanza in patria, rimase coinvolto in una violenta sparatoria uscendone però illeso.
È soprannominato Oba Oba.

## Caratteristiche tecniche
Era una punta dal fisico brevilineo, le cui doti principali erano la velocità — tanto da coprire i 100 metri in meno di 11" — e un'elevazione pari a circa 70 centimetri.
La sua tipica esultanza ai gol segnati era una serie di capriole all'indietro, gesto ripreso dall'UEFA in uno spot pubblicitario.

## Carriera

### Club
Iniziò a giocare nell'Ebedei, formazione di Lagos allenata da Churchill Oliseh (fratello del più noto Sunday) che lo segnalò alla Reggiana. Acquistato assieme al connazionale Makinwa, esordì con gli emiliani nel campionato di C1 durante la stagione 2000-01.

#### Inter
Nel 2001 fu ceduto all'Inter, vincendo un Torneo di Viareggio e un campionato con la formazione Primavera. Aggregato in prima squadra da Héctor Cúper, debuttò appena maggiorenne nel dicembre 2002. Durante la seconda fase a gironi della Champions League venne schierato da titolare nella trasferta di Leverkusen, complice l'assenza di attaccanti: nell'occasione realizzò il primo gol in nerazzurro, contribuendo al passaggio del turno. Fu anche autore della rete del pareggio nella semifinale contro il Milan, rete che non bastò per accedere alla finale, in virtù della regola dei gol in trasferta allora in vigore.

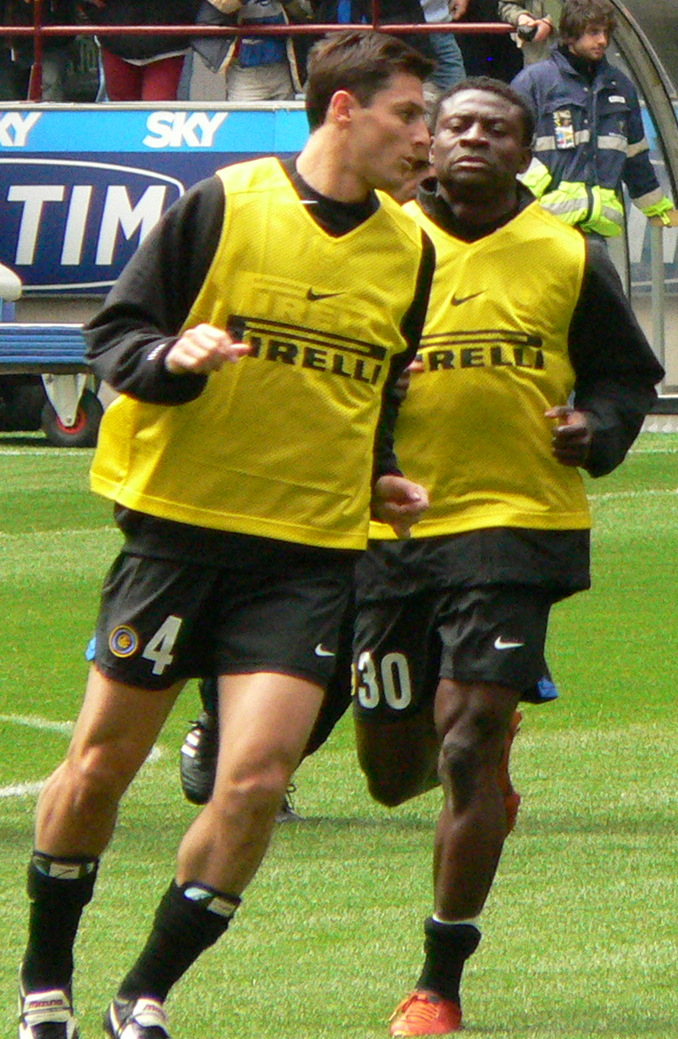
Zanetti e Martins all’Inter nel 2005

Martins ha firmato un contratto a lungo termine con l'Inter nel 2005, con durata fino al 2010 e da circa 2,5 milioni di euro all'anno. Segnando nella vittoria per 3-1 sull’Anderlecht nella fase a gironi della UEFA Champions League 2004-2005, Martins diventa il primo adolescente a segnare in tre stagioni consecutive di Champions League. È stato anche protagonista del successo della squadra in Coppa Italia, segnando sei gol, compresa una tripletta contro il Bologna. Martins ha accumulato 22 gol in 45 partite in tutte le competizioni, stabilendo un nuovo record personale; la sua buona forma con l'Inter gli ha fatto guadagnare un posto nella squadra della Coppa d'Africa 2006 della Nigeria.
Guadagnatosi in breve tempo una maglia da titolare, con Roberto Mancini in panchina fu spesso utilizzato in coppia con Adriano. Con l'Inter ha vinto due Coppe Italia — contribuendo alla conquista della prima con un totale di 6 reti —, una Supercoppa italiana e uno Scudetto.

#### Newcastle
Nell'estate 2006, a causa dell'arrivo di Ibrahimović e Crespo, non trovò spazio in nerazzurro. Fu quindi ceduto al Newcastle, dove sostituì la bandiera bianconera Alan Shearer.
Martins fece il suo debutto in Premier League il 27 agosto, nella sconfitta per 2-0 contro l'Aston Villa, in cui fu portato via in barella in seguito ad un infortunio al ginocchio; le sue prime prestazioni non furono esaltanti, tuttavia il 17 settembre arrivò il suo primo gol per il Newcastle, in una vittoria per 2-0 sul West Ham United a Upton Park, e da lì ha cominciato a migliorare costantemente.

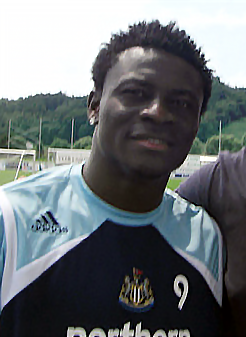
Martins ai tempi del Newcastle nel 2007

Il 14 gennaio, nella vittoria per 2-3 in trasferta contro il Tottenham Hotspur, il tiro da 20 metri di Martins entrò in rete a razzo. Questo colpo è stato cronometrato da Sky Sports ad una velocità di 84 mph (135 km/h), rendendolo ufficiosamente il nono tiro più veloce mai registrato nel calcio secondo il sito web del Guardian. Martins concluse la sua prima stagione al Tyneside con 17 gol in 46 partite.
La sua seconda stagione è stata in qualche modo mista; con il nuovo manager Sam Allardyce, che preferiva giocare con Michael Owen e Mark Viduka davanti, Martins si è trovato ad essere usato come sostituto per la prima metà della stagione. Nonostante questo è riuscito a segnare costantemente, e quando Allardyce è stato licenziato e Kevin Keegan chiamato al suo posto, si è trovato come parte di un attacco a tre punte insieme a Owen e Viduka. Martins ha segnato meno gol nella sua seconda stagione con il Newcastle, principalmente perché non era più il punto focale dell’attacco, come era stato nella sua prima stagione, così come per la partecipazione alla Coppa d'Africa con la Nigeria nel mese di dicembre.
Saltò gran parte della sua terza stagione inglese a causa degli infortuni.
Con la formazione inglese Oba Oba confermò le proprie doti realizzative, facendo registrare un totale di 35 gol in tre stagioni.

#### Wolfsburg e Rubin Kazan
Il 31 luglio 2009 viene acquistato a titolo definitivo dal Wolfsburg per una cifra che si aggira attorno ai 10,5 milioni di euro, firmando con il club tedesco un contratto quadriennale da 3,5 milioni a stagione. Alla fine della stagione ha realizzato 6 gol in 16 partite di campionato. Il 10 luglio 2010, dopo soltanto un anno, viene ceduto a titolo definitivo al Rubin Kazan, club campione di Russia.

#### Prestito al Birmingham City
Dopo 12 presenze e 2 gol segnati, il 30 gennaio 2011 passa in prestito fino a fine stagione al Birmingham. Il 19 febbraio segna al debutto in FA Cup nel 3-0 rifilato allo Sheffield Wednesday. Il 27 febbraio realizza la rete che permette alla sua squadra di battere l'Arsenal e conquistare la Carling Cup, secondo titolo nella storia del club inglese, 48 anni dopo il primo. Il 29 aprile, dopo sole 4 partite di campionato, si conclude anticipatamente la sua stagione per una frattura da stress ad una gamba.

#### Il ritorno al Rubin Kazan ed il passaggio al Levante

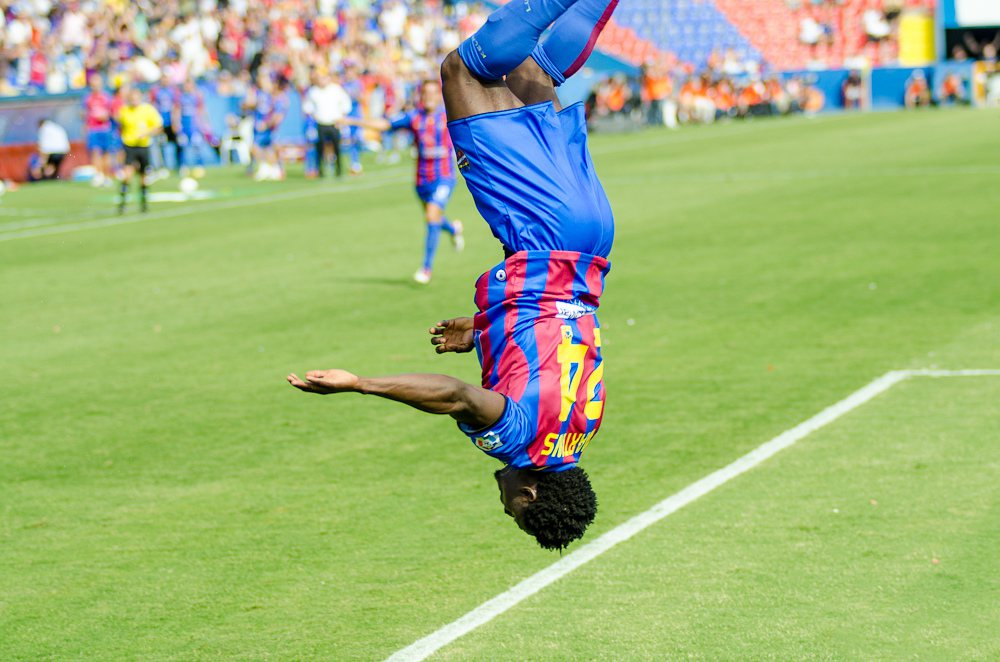
Martins, in gol con il Levante, si esibisce nella sua caratteristica esultanza

A fine stagione fa ritorno al Rubin Kazan per fine prestito. Segna il suo primo gol stagionale il 15 settembre 2011 in Europa League nello 0-3 esterno allo Shamrock Rovers. Nella gara di ritorno disputata il 30 novembre e vinta per 4-1 segna il quarto gol al minuto 62. Torna a segnare in campionato il 1º aprile 2012 realizzando il gol decisivo nella sfida vinta per 1-0 contro l'Anzhi. Il 14 settembre 2012 il Levante annuncia l'accordo con il giocatore con un contratto biennale con opzione per il terzo. Segna all'esordio contro la Real Sociedad decidendo il match, finito 2-1 per il Levante. Segna anche il gol partita contro il Valencia, dove la partita finirà 1-0. L'11 marzo 2013 risolve il contratto che lo legava al Levante pagando la clausola rescissoria di 3 milioni di euro.

#### Seattle Sounders
Il 16 marzo 2013 passa a titolo definitivo ai Seattle Sounders, squadra della Major League Soccer. Dopo qualche mese di ambientamento, il giocatore inizia a segnare concludendo la sua prima stagione americana con un discreto bottino di 8 gol in campionato (in 20 presenze). Nella stagione successiva, invece, Martins è assoluto protagonista ed i 17 gol e 13 assist (in campionato) gli valgono la candidatura al premio MLS MVP 2014 ed il rinnovo del contratto per altri 2 anni.

#### Shanghai Shenhua
Il 18 febbraio 2016 viene acquistato dallo Shanghai Shenhua per l'equivalente di 2,7 milioni di euro. Nella sua avventura in Cina, però, non viene considerato come un titolare e gioca solo pochi minuti di partita, riuscendo a segnare il primo gol solo dopo 8 presenze, nella vittoria contro il Guangzhou R&F, dopo un minuto dal suo ingresso in campo. Con sei reti in 7 presenze, contribuisce alla vittoria della Coppa della Cina da parte della sua squadra. Inizia la stagione 2018 con alcune presenze in AFC e al suo esordio in campionato segna una tripletta contro l'Hebei. A novembre 2019 rescinde il proprio contratto con la società cinese rimanendo svincolato, tuttavia, il 16 luglio 2020 viene ufficializzato il ritorno dell'attaccante nigeriano col medesimo club.

#### Wuhan Zall
Il 22 settembre 2020 sottoscrive un contratto annuale con il Wuhan Zall, club anch'esso militante nella Chinese Super League.
Il 1º gennaio 2021 da l'addio al calcio giocato.

### Nazionale
L'esordio con la Nazionale avvenne il 29 maggio 2004, quando segnò anche un gol nell'amichevole vinta per 3-0 contro l'Irlanda. Fu convocato per la Coppa d'Africa 2006, in cui una doppietta al Senegal permise ai nigeriani di qualificarsi per i quarti. Le Aquile sconfissero quindi la Tunisia ai rigori (con lo stesso Martins autore di un centro dal dischetto) ma in semifinale si arresero alla Costa d'Avorio. La sua squadra finì al terzo posto la competizione.
Il 14 novembre 2009, segna - dopo essere subentrato - una doppietta al Kenya che vale l'accesso ai Mondiali 2010. Presente alla fase finale, non riesce ad evitare l'eliminazione al primo turno. Nel 2014, in seguito a dissidi con alcuni compagni, annuncia l'addio alla Nazionale.

## Statistiche

### Presenze e reti nei club
Statistiche aggiornate al 7 novembre 2020.
| Stagione                | Squadra                 | Campionato              | Campionato | Campionato | Coppe nazionali | Coppe nazionali | Coppe nazionali | Coppe continentali | Coppe continentali | Coppe continentali | Altre coppe | Altre coppe | Altre coppe | Totale | Totale |
| Stagione                | Squadra                 | Comp                    | Pres       | Reti       | Comp            | Pres            | Reti            | Comp               | Pres               | Reti               | Comp        | Pres        | Reti        | Pres   | Reti   |
| ----------------------- | ----------------------- | ----------------------- | ---------- | ---------- | --------------- | --------------- | --------------- | ------------------ | ------------------ | ------------------ | ----------- | ----------- | ----------- | ------ | ------ |
| 2000-2001               | Reggiana                | C1                      | 2          | 0          | CI-C            | 0               | 0               | -                  | -                  | -                  | -           | -           | -           | 2      | 0      |
| 2001-2002               | Inter                   | A                       | 0          | 0          | CI              | 0               | 0               | CU                 | -                  | -                  | -           | -           | -           | 0      | 0      |
| 2002-2003               | Inter                   | A                       | 4          | 1          | CI              | 2               | 0               | UCL                | 4                  | 2                  | -           | -           | -           | 10     | 3      |
| 2003-2004               | Inter                   | A                       | 25         | 7          | CI              | 3               | 1               | UCL+CU             | 5+4                | 1+2                | -           | -           | -           | 37     | 11     |
| 2004-2005               | Inter                   | A                       | 31         | 11         | CI              | 6               | 6               | UCL                | 8                  | 5                  | -           | -           | -           | 45     | 22     |
| 2005-2006               | Inter                   | A                       | 28         | 9          | CI              | 5               | 2               | UCL                | 9                  | 2                  | SI          | 1           | 0           | 43     | 13     |
| Totale Inter            | Totale Inter            | Totale Inter            | 88         | 28         |                 | 16              | 9               |                    | 30                 | 12                 |             | 1           | 0           | 135    | 49     |
| 2006-2007               | Newcastle               | PL                      | 33         | 11         | FACup+CdL       | 2+2             | 0               | CU                 | 9                  | 6                  | -           | -           | -           | 46     | 17     |
| 2007-2008               | Newcastle               | PL                      | 31         | 9          | FACup+CdL       | 1+1             | 0+1             | -                  | -                  | -                  | -           | -           | -           | 33     | 10     |
| 2008-2009               | Newcastle               | PL                      | 24         | 8          | FACup+CdL       | 0+1             | 0               | -                  | -                  | -                  | -           | -           | -           | 25     | 8      |
| Totale Newcastle        | Totale Newcastle        | Totale Newcastle        | 88         | 28         |                 | 7               | 1               |                    | 9                  | 6                  |             | -           | -           | 104    | 35     |
| 2009-2010               | Wolfsburg               | BL                      | 16         | 6          | CG              | 1               | 0               | UCL+UEL            | 4+4                | 0+1                | -           | -           | -           | 25     | 7      |
| 2010-gen. 2011          | Rubin Kazan             | PL                      | 12         | 2          | KR              | 0               | 0               | UCL                | 5                  | 0                  | -           | -           | -           | 17     | 2      |
| gen.-giu. 2011          | Birmingham City         | PL                      | 4          | 0          | FACup+CdL       | 1+1             | 1+1             | -                  | -                  | -                  | -           | -           | -           | 6      | 2      |
| 2011-2012               | Rubin Kazan             | PL                      | 8          | 1          | KR              | 1               | 0               | UCL+UEL            | 1+7                | 0+2                | -           | -           | -           | 17     | 3      |
| ago. 2012               | Rubin Kazan             | PL                      | 0          | 0          | KR              | 0               | 0               | UEL                | -                  | -                  | SR          | 1           | 0           | 1      | 0      |
| Totale Rubin Kazan'     | Totale Rubin Kazan'     | Totale Rubin Kazan'     | 20         | 3          |                 | 1               | 0               |                    | 13                 | 2                  |             | 1           | 0           | 35     | 5      |
| 2012-mar. 2013          | Levante                 | PD                      | 21         | 7          | CR              | 3               | 0               | UEL                | 3                  | 2                  | -           | -           | -           | 27     | 9      |
| 2013                    | Seattle Sounders        | MLS                     | 20+1       | 8+0        | USOC            | 1               | 0               | -                  | -                  | -                  | -           | -           | -           | 22     | 8      |
| 2014                    | Seattle Sounders        | MLS                     | 31+4       | 17+0       | USOC            | 2               | 2               | -                  | -                  | -                  | -           | -           | -           | 37     | 19     |
| 2015                    | Seattle Sounders        | MLS                     | 21+3       | 15+0       | USOC            | 1               | 1               | CCL                | 0                  | 0                  | -           | -           | -           | 25     | 16     |
| Totale Seattle Sounders | Totale Seattle Sounders | Totale Seattle Sounders | 72+8       | 40+0       |                 | 4               | 3               |                    | 0                  | 0                  |             | -           | -           | 83     | 43     |
| 2016                    | Shanghai Shenhua        | CSL                     | 26         | 9          | CC              | 5               | 6               | -                  | -                  | -                  | -           | -           | -           | 31     | 15     |
| 2017                    | Shanghai Shenhua        | CSL                     | 13         | 7          | CC              | 7               | 6               | ACL                | 1                  | 0                  | -           | -           | -           | 21     | 13     |
| 2018                    | Shanghai Shenhua        | CSL                     | 1          | 3          | CC              | 0               | 0               | ACL                | 5                  | 1                  | SC          | 1           | 0           | 7      | 4      |
| 2019                    | Shanghai Shenhua        | CSL                     | 0          | 0          | CC              | 0               | 0               | -                  | -                  | -                  | -           | -           | -           | 0      | 0      |
| gen.-ago. 2020          | Shanghai Shenhua        | CSL                     | 4          | 0          | CC              | 0               | 0               | -                  | -                  | -                  | -           | -           | -           | 4      | 0      |
| Totale Shanghai Shenhua | Totale Shanghai Shenhua | Totale Shanghai Shenhua | 44         | 19         |                 | 12              | 12              |                    | 6                  | 1                  |             | -           | -           | 63     | 32     |
| 2020                    | Wuhan Zall              | CSL                     | 3+3        | 0+1        | CC              | 0               | 0               | -                  | -                  | -                  | -           | -           | -           | 6      | 1      |
| Totale carriera         | Totale carriera         | Totale carriera         | 369        | 132        |                 | 46              | 27              |                    | 68                 | 24                 |             | 3           | 0           | 487    | 183    |

### Cronologia presenze e reti in nazionale
| Cronologia completa delle presenze e delle reti in nazionale ― Nigeria | Cronologia completa delle presenze e delle reti in nazionale ― Nigeria | Cronologia completa delle presenze e delle reti in nazionale ― Nigeria | Cronologia completa delle presenze e delle reti in nazionale ― Nigeria | Cronologia completa delle presenze e delle reti in nazionale ― Nigeria | Cronologia completa delle presenze e delle reti in nazionale ― Nigeria | Cronologia completa delle presenze e delle reti in nazionale ― Nigeria | Cronologia completa delle presenze e delle reti in nazionale ― Nigeria |
| Data                                                                   | Città                                                                  | In casa                                                                | Risultato                                                              | Ospiti                                                                 | Competizione                                                           | Reti                                                                   | Note                                                                   |
| ---------------------------------------------------------------------- | ---------------------------------------------------------------------- | ---------------------------------------------------------------------- | ---------------------------------------------------------------------- | ---------------------------------------------------------------------- | ---------------------------------------------------------------------- | ---------------------------------------------------------------------- | ---------------------------------------------------------------------- |
| 29-5-2004                                                              | Londra                                                                 | Irlanda                                                                | 0 – 3                                                                  | Nigeria                                                                | Unity Cup                                                              | 1                                                                      | 83’                                                                    |
| 5-6-2004                                                               | Abuja                                                                  | Nigeria                                                                | 2 – 0                                                                  | Ruanda                                                                 | Qual. Mondiali 2006                                                    | 2                                                                      |                                                                        |
| 3-7-2004                                                               | Abuja                                                                  | Nigeria                                                                | 1 – 0                                                                  | Algeria                                                                | Qual. Mondiali 2006                                                    | -                                                                      | 79’                                                                    |
| 17-11-2004                                                             | Johannesburg                                                           | Sudafrica                                                              | 2 – 1                                                                  | Nigeria                                                                | Amichevole                                                             | -                                                                      |                                                                        |
| 26-3-2005                                                              | Port Harcourt                                                          | Nigeria                                                                | 2 – 0                                                                  | Gabon                                                                  | Qual. Mondiali 2006                                                    | -                                                                      | 78’                                                                    |
| 5-6-2005                                                               | Kigali                                                                 | Ruanda                                                                 | 1 – 1                                                                  | Nigeria                                                                | Qual. Mondiali 2006                                                    | 1                                                                      |                                                                        |
| 17-8-2005                                                              | Tripoli                                                                | Libia                                                                  | 0 – 1                                                                  | Nigeria                                                                | Amichevole                                                             | -                                                                      |                                                                        |
| 4-9-2005                                                               | Orano                                                                  | Algeria                                                                | 2 – 5                                                                  | Nigeria                                                                | Qual. Mondiali 2006                                                    | 3                                                                      |                                                                        |
| 8-10-2005                                                              | Abuja                                                                  | Nigeria                                                                | 5 – 1                                                                  | Zimbabwe                                                               | Qual. Mondiali 2006                                                    | 2                                                                      | 87’                                                                    |
| 23-1-2006                                                              | Porto Said                                                             | Nigeria                                                                | 1 – 0                                                                  | Ghana                                                                  | Coppa d'Africa 2006 - 1º turno                                         | -                                                                      |                                                                        |
| 27-1-2006                                                              | Porto Said                                                             | Nigeria                                                                | 2 – 0                                                                  | Zimbabwe                                                               | Coppa d'Africa 2006 - 1º turno                                         | -                                                                      |                                                                        |
| 31-1-2006                                                              | Porto Said                                                             | Nigeria                                                                | 2 – 0                                                                  | Senegal                                                                | Coppa d'Africa 2006 - 1º turno                                         | 2                                                                      |                                                                        |
| 4-2-2006                                                               | Porto Said                                                             | Nigeria                                                                | 1 – 1 dts (6 - 5 dtr)                                                  | Tunisia                                                                | Coppa d'Africa 2006 - Quarti di finale                                 | -                                                                      |                                                                        |
| 7-2-2006                                                               | Alessandria d'Egitto                                                   | Nigeria                                                                | 0 – 1                                                                  | Costa d'Avorio                                                         | Coppa d'Africa 2006 - Semifinale                                       | -                                                                      |                                                                        |
| 9-2-2006                                                               | Il Cairo                                                               | Senegal                                                                | 0 – 1                                                                  | Nigeria                                                                | Coppa d'Africa 2006 - Finale 3º posto                                  | -                                                                      |                                                                        |
| 8-10-2006                                                              | Maseru                                                                 | Lesotho                                                                | 0 – 1                                                                  | Nigeria                                                                | Qual. Coppa d'Africa 2008                                              | -                                                                      |                                                                        |
| 24-3-2007                                                              | Abeokuta                                                               | Nigeria                                                                | 1 – 0                                                                  | Uganda                                                                 | Qual. Coppa d'Africa 2008                                              | -                                                                      |                                                                        |
| 2-6-2007                                                               | Kampala                                                                | Uganda                                                                 | 2 – 1                                                                  | Nigeria                                                                | Qual. Coppa d'Africa 2008                                              | -                                                                      |                                                                        |
| 17-6-2007                                                              | Niamey                                                                 | Niger                                                                  | 1 – 3                                                                  | Nigeria                                                                | Qual. Coppa d'Africa 2008                                              | -                                                                      |                                                                        |
| 14-10-2007                                                             | Ciudad Juárez                                                          | Messico                                                                | 2 – 2                                                                  | Nigeria                                                                | Amichevole                                                             | 2                                                                      |                                                                        |
| 17-11-2007                                                             | Londra                                                                 | Australia                                                              | 1 – 0                                                                  | Nigeria                                                                | Amichevole                                                             | -                                                                      | Cap.                                                                   |
| 21-1-2008                                                              | Sekondi-Takoradi                                                       | Nigeria                                                                | 0 – 1                                                                  | Costa d'Avorio                                                         | Coppa d'Africa 2008 - 1º turno                                         | -                                                                      | 33’ 79’                                                                |
| 25-1-2008                                                              | Sekondi-Takoradi                                                       | Nigeria                                                                | 0 – 0                                                                  | Mali                                                                   | Coppa d'Africa 2008 - 1º turno                                         | -                                                                      | 46’                                                                    |
| 29-3-2009                                                              | Maputo                                                                 | Mozambico                                                              | 0 – 0                                                                  | Nigeria                                                                | Qual. Mondiali 2010                                                    | -                                                                      |                                                                        |
| 11-10-2009                                                             | Abuja                                                                  | Nigeria                                                                | 0 – 0                                                                  | Mozambico                                                              | Qual. Mondiali 2010                                                    | -                                                                      | 56’                                                                    |
| 14-11-2009                                                             | Nairobi                                                                | Kenya                                                                  | 2 – 3                                                                  | Nigeria                                                                | Qual. Mondiali 2010                                                    | 2                                                                      | 60’                                                                    |
| 20-1-2010                                                              | Lubango                                                                | Nigeria                                                                | 3 – 0                                                                  | Mozambico                                                              | Coppa d'Africa 2010 - 1º turno                                         | 1                                                                      | 68’                                                                    |
| 25-1-2010                                                              | Lubango                                                                | Zambia                                                                 | 0 – 0 dts (4 - 5 dtr)                                                  | Nigeria                                                                | Coppa d'Africa 2010 - Quarti di finale                                 | -                                                                      | 70’                                                                    |
| 28-1-2010                                                              | Luanda                                                                 | Ghana                                                                  | 1 – 0                                                                  | Nigeria                                                                | Coppa d'Africa 2010 - Semifinale                                       | -                                                                      |                                                                        |
| 30-1-2010                                                              | Benguela                                                               | Nigeria                                                                | 1 – 0                                                                  | Algeria                                                                | Coppa d'Africa 2010 - Finale 3º posto                                  | -                                                                      | 65’                                                                    |
| 25-5-2010                                                              | Wattens                                                                | Nigeria                                                                | 0 – 0                                                                  | Arabia Saudita                                                         | Amichevole                                                             | -                                                                      | 60’                                                                    |
| 30-5-2010                                                              | Milton Keynes                                                          | Nigeria                                                                | 1 – 1                                                                  | Colombia                                                               | Amichevole                                                             | -                                                                      | 46’                                                                    |
| 6-6-2010                                                               | Johannesburg                                                           | Nigeria                                                                | 3 – 1                                                                  | Corea del Nord                                                         | Amichevole                                                             | 1                                                                      | 84’                                                                    |
| 12-6-2010                                                              | Johannesburg                                                           | Argentina                                                              | 1 – 0                                                                  | Nigeria                                                                | Mondiali 2010 - 1º turno                                               | -                                                                      | 52’                                                                    |
| 22-6-2010                                                              | Durban                                                                 | Nigeria                                                                | 2 – 2                                                                  | Corea del Sud                                                          | Mondiali 2010 - 1º turno                                               | -                                                                      | 57’                                                                    |
| 11-8-2010                                                              | Suwon                                                                  | Corea del Sud                                                          | 2 – 1                                                                  | Nigeria                                                                | Amichevole                                                             | -                                                                      |                                                                        |
| 5-9-2010                                                               | Calabar                                                                | Nigeria                                                                | 2 – 0                                                                  | Madagascar                                                             | Qual. Coppa d'Africa 2012                                              | 1                                                                      |                                                                        |
| 10-10-2010                                                             | Conakry                                                                | Guinea                                                                 | 1 – 0                                                                  | Nigeria                                                                | Qual. Coppa d'Africa 2012                                              | -                                                                      |                                                                        |
| 14-11-2012                                                             | Miami                                                                  | Venezuela                                                              | 1 – 3                                                                  | Nigeria                                                                | Amichevole                                                             | -                                                                      | 60’                                                                    |
| 23-3-2013                                                              | Calabar                                                                | Nigeria                                                                | 1 – 1                                                                  | Kenya                                                                  | Qual. Mondiali 2014                                                    | -                                                                      | 60’                                                                    |
| 13-11-2015                                                             | Lobamba                                                                | Swaziland                                                              | 0 – 0                                                                  | Nigeria                                                                | Qual. Mondiali 2018                                                    | -                                                                      | 71’                                                                    |
| 17-11-2015                                                             | Port Harcourt                                                          | Nigeria                                                                | 2 – 0                                                                  | Swaziland                                                              | Qual. Mondiali 2018                                                    | -                                                                      | 74’                                                                    |
| Totale                                                                 |                                                                        | Presenze                                                               | 42                                                                     |                                                                        | Reti (6º posto)                                                        | 18                                                                     |                                                                        |

## Palmarès

### Club

#### Competizioni giovanili
- Campionato Primavera: 1

Inter: 2001-2002
- Torneo di Viareggio: 1

Inter: 2002

#### Competizioni nazionali
- Coppa Italia: 2

Inter: 2004-2005, 2005-2006
- Supercoppa italiana: 1

Inter: 2005
- Campionato italiano: 1

Inter: 2005-2006
- Coppa di Lega inglese: 1

Birmingham City: 2010-2011
- Coppa di Russia: 1

Rubin Kazan: 2011-2012
- Supercoppa di Russia: 1

Rubin Kazan: 2012
- U.S. Open Cup: 1

Seattle Sounders FC: 2014
- MLS Supporters' Shield: 1

Seattle Sounders FC: 2014
- Coppa della Cina: 1

Shanghai Shenhua: 2017

#### Competizioni internazionali
- Coppa Intertoto UEFA: 1

Newcastle Utd: 2006

### Individuale
- Talento più promettente dell'anno della CAF: 2

2003, 2004
- Gol dell'anno della MLS: 1

2014
- Inserito nella MLS Best XI: 1

2014
- Capocannoniere della Coppa della Cina: 1

2017 (6 reti)